# Raión de Lubní
Raión de Lubný (en ucraniano: Лубенський район) es un raión o distrito de Ucrania en la óblast de Poltava. La capital es la ciudad de Lubný.
Su actual territorio, que comprende una superficie de 5472,7 km², fue definido en la reforma territorial de 2020 mediante la fusión de los raiones de Lubný, Hrebinka, Órzhytsia, Pyriatyn, Jorol y Chornujy. En esa reforma se unió al raión la propia ciudad de Lubný, que hasta entonces no formaba parte de su raión al estar constituida como ciudad de importancia regional.

## Demografía
Según estimación 2021 contaba con una población total de 187 538 habitantes.

## Subdivisiones
Tras la reforma territorial de 2020, el raión incluye siete municipios: las ciudades de Lubný (la capital), Hrebinka, Pyriatyn y Jorol y los sélyshcha de Novoórzhytske, Órzhytsia y Chornujy.

## Otros datos
El código KOATUU es 5322800000. El código postal 57510 y el prefijo telefónico +380 5361.